# Shangri-La (Titan)

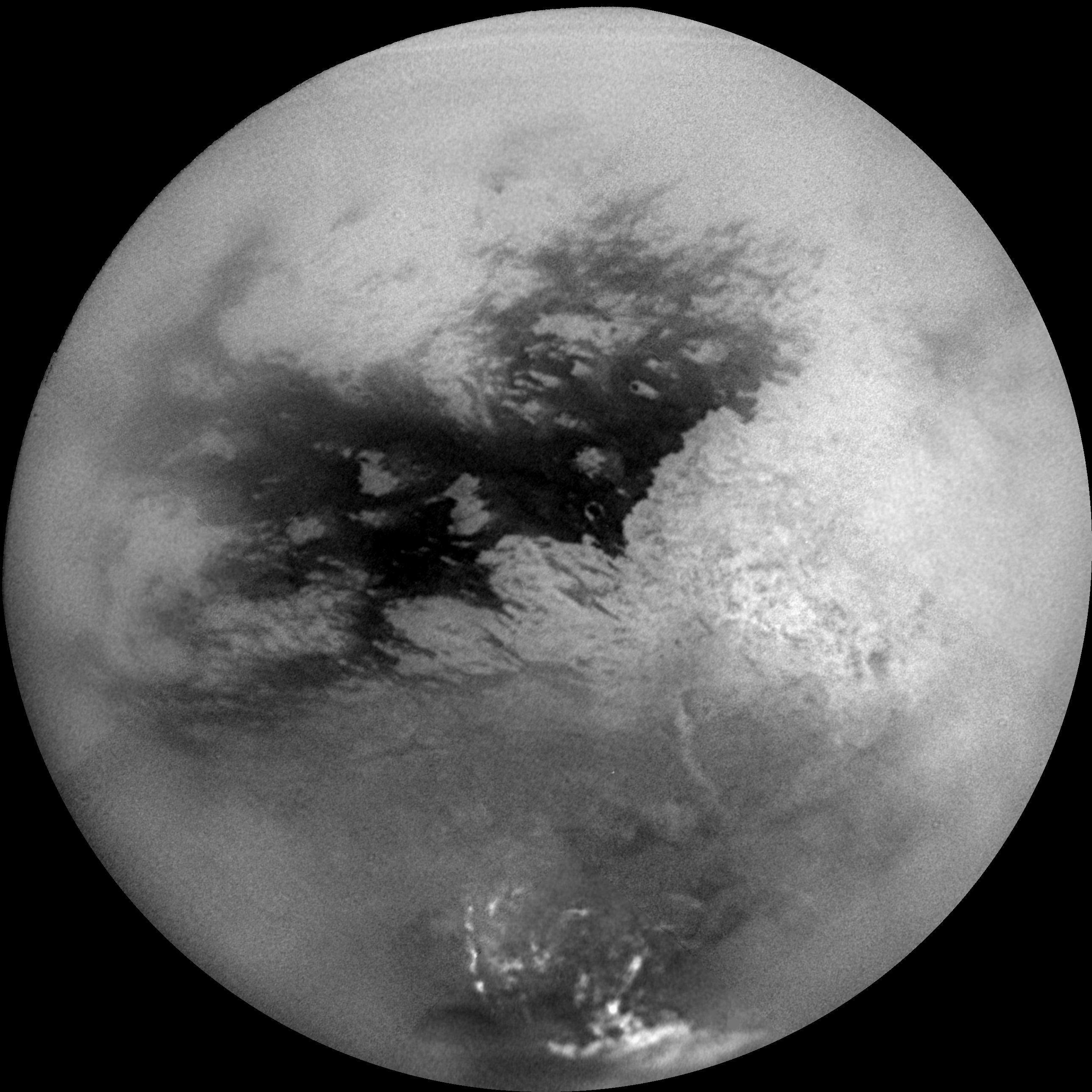
Aufnahme des Mondes Titan vom 26. Oktober 2004; das große, dunkle Gebiet ist die Region Shangri-La

Shangri-La ist ein weitgehend noch unbekanntes, großes und dunkles Gebiet auf dem Titan, dem größten Mond des Planeten Saturn.

## Name
Die noch wenig erforschte Region wurde nach dem mystischen Ort Shangri-La benannt, der dem Roman Lost Horizon von James Hilton entstammt. Die in der Vergangenheit unterschiedliche Schreibweise (Shangri-la, Shangri la, Shangrila) wurde 2009 von der NASA einheitlich auf Shangri-La festgelegt, um der Diktion in Hiltons Roman zu entsprechen.

## Beschreibung
Es wird angenommen, dass sich in Shangri-La ausgetrocknete Meere befinden. Das Gebiet ist mit hellen, höher gelegenen „Inseln“ übersät. Die Hochebene wird von größeren Regionen begrenzt: Xanadu im Osten, Adiri im Westen und Dilmun im Norden. Am 14. Januar 2005 landete die Raumsonde Huygens am nordöstlichen Rand von Adiri, sehr nahe der westlichen Grenze zu Shangri-La, und konnte Radaraufnahmen von einem Dünenfeld zur Erde senden.